# Maiglöckchen (Heraldik)
Das Maiglöckchen ist in der Heraldik eine gemeine Figur und im Wappen gut zu erkennen.
Gleichwohl heraldisch selten, wird ein Maiglöckchen mit einem Pflanzenstängel und oft mit zwei Blättern, überwiegend in grün, sowie die nach unten zeigenden weißen Blüten dargestellt. Die Anzahl der Blätter am Stängel, Regel sind zwei, ist in der Blasonierung nicht notwendigerweise anzugeben. Die Zahl der Blüten und auch die Seite, nach der sie hängen, ist dagegen ein guter Hinweis und muss genannt werden. Die roten Früchte der Pflanze werden so gut wie nie im Wappen oder dem Feld verwendet. Eine Verwechselung der Wappenfigur ist eventuell mit der Glockenblume oder dem Märzenbecher möglich.
Das Maiglöckchen wird gerne als redendes Wappen verwendet. Hier gelten die Namen Mayer in den unterschiedlichen Schreibweisen (Meier, Meyer, Mayr) als Anlass. 
Auch handelt es sich um ein marianisches Symbol.

Boppelsen
Escheburg, als Maiblume blasoniert
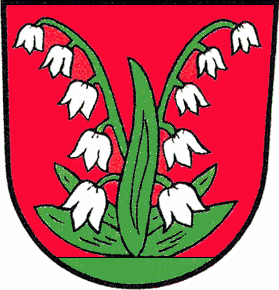
Gehofen
Kleinheppach
Weilar
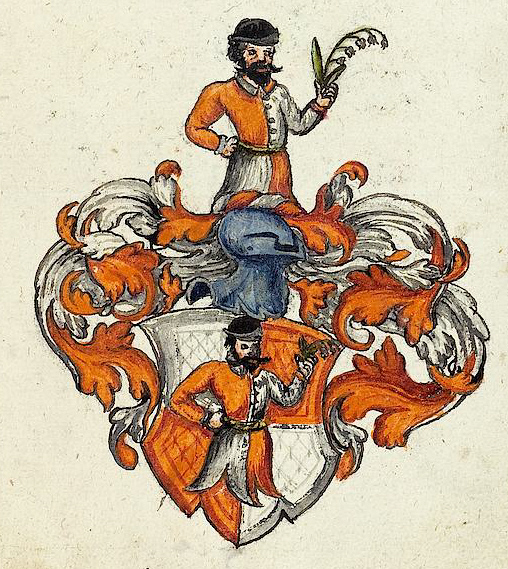
Maiglöckchen im Schild und Oberwappen aus dem Wappenbuch der Hofpfalzgrafen